# Inčukalns (novads)
Inčukalns (łot.: Inčukalna novads) – jeden z łotewskich novadsów, funkcjonujący w latach 2009–2021.

## Historia
Novads powstało na terenach należących przed 2009 do rejonu Ryga.
W skład novadsu wchodziło miasto Vangaži oraz pagasts Inčukalns. Jego stolicą została wieś Inčukalns.
Zlikwidowany w ramach reformy administracyjnej 30 czerwca 2021. Zlikwidowany w ramach reformy administracyjnej 30 czerwca 2021. Pagasts Inčukalns włączono w skład novadsu Sigulda, natomiast Vangaži trafił do novadsu Ropaži.